# Hermann Fehling
Hermann Johannes Karl Fehling (Lubecca, 14 luglio 1847 – Stoccarda, 11 novembre 1925) è stato un ginecologo tedesco.

## Biografia
Era il figlio del farmacista Hermann von Fehling (1811-1885). Nel 1872 ha conseguito il dottorato in medicina presso l'Università di Lipsia, e dopo il diploma è rimasto a Lipsia come assistente di ostetrico di Carl Siegmund Franz Credé (1819-1892). Nel 1877 è diventato direttore della scuola di ostetricia di Württemberg, Stoccarda, e in seguito ha accettato un posto da insegnante presso l'Università di Tubinga (1883).
Nel 1887 divenne professore di ostetricia presso l'Università di Basilea, e poi ha servito come professore presso le università di Halle (1894) e Strasburgo (1900). All'indomani della prima guerra mondiale, Fehling insieme ad altri professori tedeschi furono espulsi dall'Università di Strasburgo. Alla fine si stabilì a Baden-Baden, dove morì nel 1925.
Hermann Fehling era considerato uno dei ginecologi più importanti della sua epoca, e ha dato un contributo nella sua ricerca di eclampsia e di osteomalacia. Nel 1877, con Heinrich Fritsch (1844-1915), ha fondato la rivista Zentralblatt für Gynäkologie.

## Pubblicazioni principali
- Die Physiologie und Pathologie des Wochenbetts, fur Studirende und Arzte, 1890.
- Lehrbuch der Frauenkrankheiten, 1900.
- Entwicklung der Geburtshilfe und Gynakologie im 19. Jahrhundert, 1925.